# マンモーハン・クリシュナ
マンモーハン・クリシュナ（Manmohan Krishna、1922年2月26日 - 1990年11月3日）は、インドのヒンディー語映画で活動した俳優、映画監督。性格俳優として知られていた。

## 生涯

### キャリア
1949年に『Apna Desh』で俳優デビューし、キャリアを通して250本近い映画に出演した。また、デビュー後まもなくチョープラー兄弟（B・R・チョープラー、ヤシュ・チョープラー）の目に留まり、『Deewaar』『Trishul』『Daag』『Hamraaz』『Joshila』『Kanoon』『Sadhna』『Kaala Patthar』『Dhool Ka Phool』『Waqt』『新世代』などに出演している。1962年には『Dhool Ka Phool』でフィルムフェア賞 助演男優賞を受賞し、このほかにも国家映画賞 長編映画賞を受賞した『Shehar Aur Sapna』、パルム・ドールにノミネートされた『Pardesi』に出演している。1979年にはヤシュ・ラージ・フィルムズ製作の『Noorie』で監督を務め、フィルムフェア賞 監督賞にノミネートされた。

### 死去
1990年11月3日にボンベイのロークマニャー・ティラーク市立医科大学・総合病院で死去した。

## フィルモグラフィー
- Apna Desh（1949年）
- Afsar（1950年）
- Aaram（1951年）
- Nadaan（1951年）
- Sanam（1951年）
- Baiju Bawra（1952年）
- Rahi（1953年）
- Anarkali（1953年）
- Railway Platform（1955年）
- 新世代（英語版）（1957年）
- Pardesi（1957年）
- Sadhna（1958年）
- Dhool Ka Phool（1959年）
- Angulimaal（1960年）
- Dharmputra（1961年）
- Bees Saal Baad（1962年）
- Jhoola（1962年）
- Grahasti（1963年）
- Dil Ek Mandir（1963年）
- Shehar Aur Sapna（1963年）
- Sehra（1963年）
- Main Jatti Punjab Di（1964年）
- Waqt（1965年）
- Khandan（1965年）
- Chaddian Di Doli（1966年）
- Hamraaz（1967年）
- Naunihal（1967年）
- Upkar（1967年）
- Izzat（1968年）
- Aadmi Aur Insaan（1969年）
- Maharaja（1970年）
- Pushpanjali（1970年）
- Pardesi（1970年）
- Apna Desh（1972年）
- Joroo Ka Ghulam（1972年）
- Raampur Ka Lakshman（1972年）
- Anokhi Ada（1973年）
- Teen Chor（1973年）
- Daag（1973年）
- Joshila（1973年）
- Do Jasoos（1975年）
- Deewaar（1975年）
- Mittar Pyare Nu（1975年）
- Aaj Ka Mahaatma（1976年）
- Mazdoor Zindabaad（1976年）
- Charas（1976年）
- Santo Banto（1976年）
- Mehbooba（1976年）
- Shirdi Ke Sai Baba（1977年）
- Guru Manio Granth（1977年）
- Tumhari Kasam（1978年）
- Trishul（1978年）
- Kaala Patthar（1979年）
- Sau Din Saas Ke（1980年）
- Noorie（1981年）
- Gopichand Jasoos（1982年）
- Sawaal（1982年）
- Ek Din Bahu Ka（1983年）
- Justice Chaudhury（1983年）
- Prerana（1984年）
- Ek Chitthi Pyar Bhari（1985年）
- Yudh（1985年）
- Madadgaar（1988年）
- Kanwarlal（1988年）
- Vijay（1988年）

## 受賞歴
| 年               | 部門             | 作品               | 結果             | 出典             |
| フィルムフェア賞 | フィルムフェア賞 | フィルムフェア賞   | フィルムフェア賞 | フィルムフェア賞 |
| ---------------- | ---------------- | ------------------ | ---------------- | ---------------- |
| 1960年           | 助演男優賞       | 『Dhool Ka Phool』 | 受賞             | [ 5 ]            |
| 1980年           | 監督賞           | 『Noorie』         | ノミネート       | [ 4 ]            |